# Turekovac
Turekovac (cyr. Турековац) – wieś w Serbii, w okręgu jablanickim, w mieście Leskovac. W 2011 roku liczyła 1493 mieszkańców.